# دونالد گرانت ناتر
دونالد گرانت ناتر (انگلیسی: Donald Grant Nutter؛ ۲۸ نوامبر ۱۹۱۵ – ۲۵ ژانویه ۱۹۶۲ (aged ۴۶)) یک سیاست‌مدار اهل ایالات متحده آمریکا بود.